# Garrison (Minnesota)
Garrison város az USA Minnesota államában, Crow Wing megyében. Lakosainak száma 194 fő (2020. április 1.).

## Népesség
A település népességének változása:

| 2010 | 210 |
| 2020 | 194 |